# Amauri Magnus Germano
Amauri Magnus Germano (Capão da Canoa, 22 de abril de 1968) é um funcionário público e político brasileiro.
Foi o prefeito do município de Capão da Canoa no estado do Rio Grande do Sul, eleito em 2016, e reeleito em 2020. Esteve pela terceira vez a frente do executivo municipal, o qual já comandou entre os anos de 2009 a 2012 e 2017 a 2020. Iniciou a carreira política na eleição de 2004, ano em que foi eleito o vereador mais votado da cidade.
Tornou-se o primeiro prefeito reeleito na história do município. No pleito conquistou 12.937 votos, totalizando 48,21% dos votos válidos numa eleição contra outros cinco candidatos.